# Activités nordiques
 (janvier 2013).
Si vous disposez d'ouvrages ou d'articles de référence ou si vous connaissez des sites web de qualité traitant du thème abordé ici, merci de compléter l'article en donnant les références utiles à sa vérifiabilité et en les liant à la section « Notes et références ».
Les activités nordiques sont un ensemble d'activité physiques sportives pratiquées en conditions hivernales sur terrain enneigé à pente faible ou moyenne.

## En France
L’acte 2 de la loi Montagne les définit en 2016 comme les loisirs de neige non motorisés autre que le
ski alpin. En sont donc notamment exclus le ski alpin et le ski de randonnée.
Ce terme regroupe ainsi les activités de :
- ski nordique, qui comprend le ski de randonnée nordique, le ski de fond, le combiné nordique, le saut à ski et le biathlon,
- ski joëring, chien de traîneau et pulka,
- raquette à neige,
- marche nordique (étendue par la suite aux conditions estivales).